# ماگدالنسبرگ
ماگدالنسبرگ (به آلمانی: Magdalensberg) یک منطقهٔ مسکونی در اتریش است که در ناحیه کلاگن‌فورت-لاند واقع شده‌است. ماگدالنسبرگ ۳٬۰۷۸ نفر جمعیت دارد.